# Roomsch-Katholieke Staatspartij

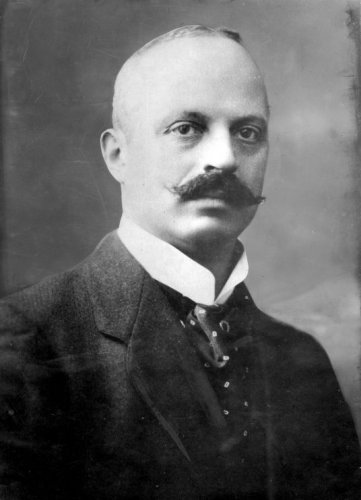
Der RKSP-Politiker Charles Ruijs de Beerenbrouck bekleidete das Amt Ministerpräsidenten zwischen 1918 und 1925 und erneut von 1929 bis 1933.

Willem Hubert Nolens war zwischen 1926 und 1931 Vorsitzender der RKSP.

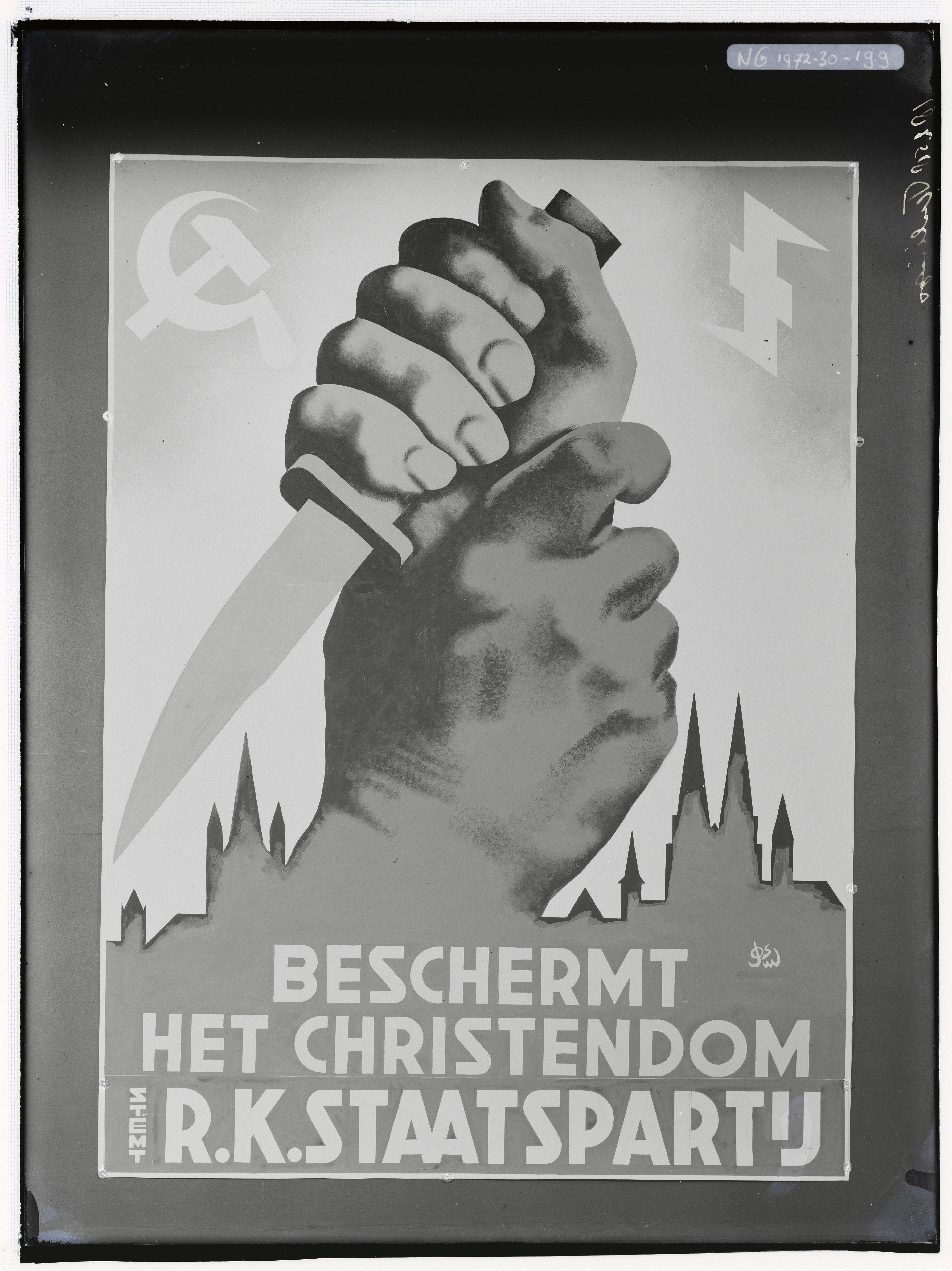
„Beschermt het Christendom“ („Beschützt das Christentum“): Wahlplakat der RKSP von Jacob Merkelbach.

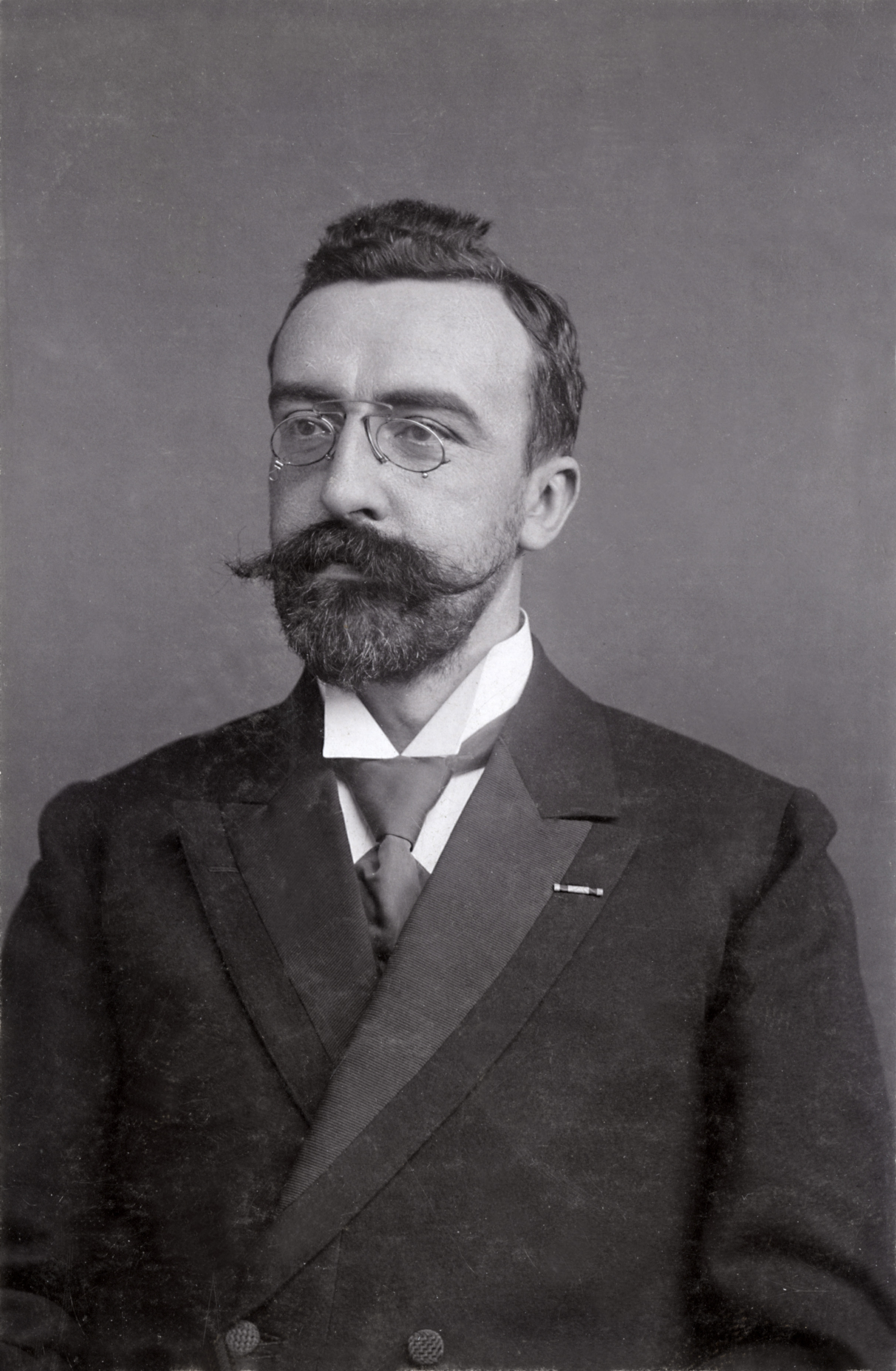
Piet Aalberse verursachte als Vorsitzender der RKSP-Fraktion 1935 den Sturz des zweiten Kabinetts Colijn.

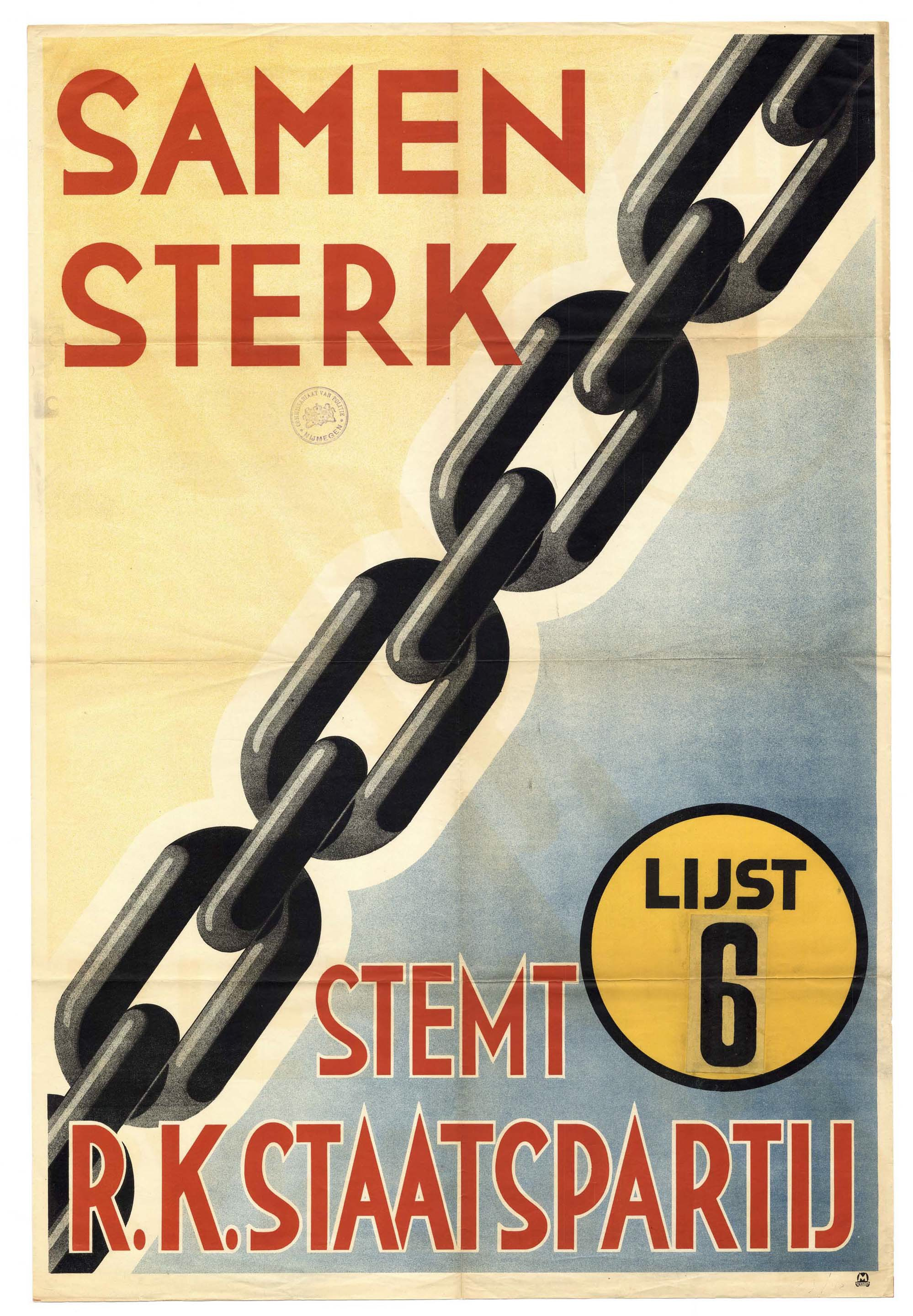
„Samen Sterk“ („Gemeinsam“): Wahlplakat der RKSP zur Kommunalwahl in Nijmegen 1935.

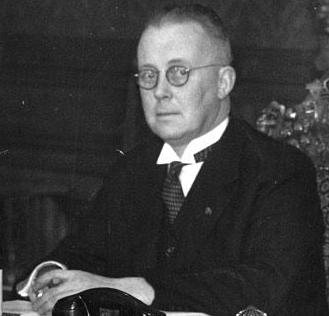
RKSP-Vorsitzender und Justizminister Carel Goseling zog sich nach seinem Rücktritt wegen der „Affaire-Oss“ 1937 aus dem politischen Leben zurück.

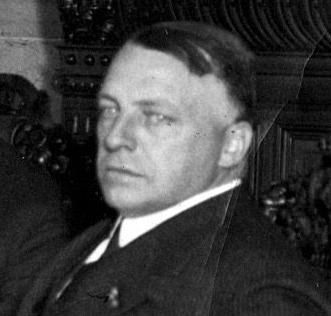
Der ehemalige Landwirtschafts- und Verteidigungsminister Laurentius Nicolaas Deckers war zwischen 1937 und 1945 letzter Vorsitzender der RKSP.

Die Roomsch-Katholieke Staatspartij RKSP (Römisch-Katholische Staatspartei) war eine politische Partei in den Niederlanden, die unter diesem Namen von 1926 bis 1945 bestand.
Die RKSP wurde formal am 3. Juni 1926 als katholische Partei gegründet wurde und war Vorläuferin der Katholischen Volkspartei KVP (Katholieke Volkspartij). Zuvor waren die Katholiken im Allgemeinen Verband der römisch-katholischen Wahlvereine (Algemeene Bond van RK-kiesvereenigingen) organisiert, der informell auch RKSP hieß. Dieser Verein wurde im Mai 1904 gegründet. Im Jahr 1893 erwähnte die Zweite Kammer der Generalstaaten erstmals einen römisch-katholischen Kammerclub, ehe es ab 1918 eine RKSP-Fraktion gab. In der Ersten Kammer der Generalstaaten bildete sich um 1922 eine Fraktion. Die RKSP, in der Katholiken aus allen Berufsgruppen wie Arbeiter, Ladenbesitzer, Bauern, Beamte und Arbeitgeber politisch vertreten waren, strebten eine Zusammenarbeit mit der Antirevolutionären Partei ARP (Anti-Revolutionaire Partij) und der Christlich-Historischen Union CHU (Christelijk-Historische Unie) in der sogenannten Koalition (Coalitie) an.

## Persönlichkeiten der RKSP
Seit 1918 erhielt die Römisch-Katholische Partei (RKSP) durchschnittlich rund 30 Prozent der Stimmen. und war zwischen 1918 und 1945 in allen Regierungen. Die RKSP stellte mit Charles Ruijs de Beerenbrouck zwar nur einen Ministerpräsidenten, der aber das Amt zwischen 1918 und 1925 und erneut von 1929 bis 1933 bekleidete. Zu den politischen Führungspersönlichkeiten der RKSP gehörten neben dem Limburger Charles Ruijs de Beerenbrouck, der als Vorsitzender der Zweiten Kammer und Ministerpräsident großes Ansehen genoss, der Limburger Pfarrer Willem Hubert Nolens, seit 1910 politischer Führer der Katholiken, führte bis zu seinem Tod im Jahr 1931 auch die RKSP. Sein Nachfolger wurde der ehemalige Professor und Pfarrer Piet Aalberse, der wie Nolens eine soziale Politik verfolgte. Eine weitere prominente Persönlichkeit war der Arnheimer Anwalt sowie spätere Vorsitzende der Zweiten Kammer und Minister Josef van Schaik, der 1923 als Anführer einer Gruppe von zehn Abgeordneten galt, die gegen den Entwurf des Flottengesetzes (Vlootwet ) stimmten. Aalberses Nachfolger, der Amsterdamer Anwalt Carel Goseling, trat als militanter katholischer Führer hervor und wurde er Justizminister. In dieser Position wurde er in die „Affaire-Oss“ verwickelt, eine Affäre um die Entlassung von Polizeibeamten, und zog sich aus dem politischen Leben zurück. Während des Zweiten Weltkrieges starb er in einem Gefangenenlager. 1937 wurde der ehemalige Landwirtschafts- und Verteidigungsminister Laurentius Nicolaas Deckers aus der Provinz Noord-Brabant Parteivorsitzender.

## Grundsätze
Die RKSP orientierte sich an den biblischen Maßstäben der katholischen Lehre. Im sozialen Bereich war auch die päpstliche Enzyklika „Rerum Novarum“ von Papst Leo XIII. von 1891, die „Mutter aller Sozialenzykliken“ von großer Bedeutung. Sie befürwortete staatliche Eingriffe zur Schaffung einer sozialen Gesellschaft. Der Sozialismus wurde darin entschieden abgelehnt. Die Anwendung biblischer Maßstäbe fand programmatischen Ausdruck in der Moralgesetzgebung und im Familienrecht, aber auch in Fragen wie der Förderung der Sonntagsruhe, der „Eindämmung“ von Kinos und Theatern oder der Bekämpfung des Alkoholismus.
Im sozioökonomischen Bereich war Ordnung ein wichtiger Tagesordnungspunkt. Die Konsultation und Zusammenarbeit zwischen Arbeitgebern und Arbeitnehmern müssen danach gefördert werden. Sowohl die Arbeits- als auch die Sozialgesetzgebung mussten erweitert und verbessert werden. Insbesondere der Stellung kinderreicher Familien sollte Beachtung geschenkt werden, etwa bei der Wohnungsvergabe und der Einführung des Kindergeldes. Ende der 1930er Jahre mehrten sich innerhalb der RKSP die Forderungen nach einer aktiveren Rolle der Regierung im Wirtschaftsleben, etwa durch Arbeitsbeschaffungsmaßnahmen.
Im Bereich der Verteidigung befürwortete die RKSP die Aufrechterhaltung der Koninklijke Marine und der Koninklijke Landmacht auf einem zur Wahrung der Neutralität erforderlichen Niveau. Die niederländische Verwaltung in Niederländisch-Indien sollte nach den Parteigrundsätzen aufrechterhalten werden, die Bevölkerung jedoch auf eine stärkere Unabhängigkeit vorbereitet werden. Eine Zusammenarbeit der Regierung mit nichtchristlichen Parteien wurde nicht grundsätzlich abgelehnt, eine Zusammenarbeit mit den sozialdemokratischen SDAP (Sociaal-Demokratische Arbeiders Partij) war jedoch an den Grundsatz der „äußersten Notwendigkeit“ („uiterste noodzaak“) und die Beteiligung einer dritten Partei geknüpft.

## Historische Entwicklung
Die RKSP ist aus dem Allgemeinen Verband der römisch-katholischen Wahlvereine hervorgegangen. 1925 richtete der Verband einen Reorganisationsausschuss ein, dessen Bericht am 13. März 1926 angenommen wurde. Inhaltlich gab es zwischen der Allgemeinen Union und der RKSP keine Differenzen. In den 1920er Jahren bekam die RKSP Konkurrenz durch die Römisch-Katholische RKVP (Rooms-Katholieke Volkspartij), eine an der katholischen Gewerkschaftsbewegung orientierte Partei. Bei Wahlen war ihr Einfluss allerdings begrenzt. Die RKSP konnte stets knapp 30 Prozent der Wähler hinter sich bringen und war damit die größte Partei des Landes. Trotz der geringen Größe des Landes hatten Protestanten lange Zeit führende Positionen inne, wie etwa den des Ministerpräsidenten (Hendrikus Colijn, Dirk Jan de Geer), des Vizepräsidenten des Staatsrats (Alex van Lynden van Sandenburg, Frans Beelaerts van Blokland) und des Präsidenten der Ersten Kammer (Willem Lodewijk de Vos van Steenwijk).

## Zusammenarbeit und Streitpunkte mit anderen Parteien
Die RKSP bildete gemeinsam mit der ARP und der CHU die sogenannte „direkte Koalition“ („rechte coalitie“). Eine Zusammenarbeit mit anderen Parteien wurde lange Zeit abgelehnt. 1925 hatte der katholische Führer Nolens erklärt, dass die Katholiken nur in Fällen äußerster Not mit den Sozialdemokraten zusammenarbeiten würden. Die Zusammenarbeit mit ARP und CHU wurde mehrmals abgebrochen und endete 1939 nach dem Sturz des vierten Kabinetts Colijn. Streitpunkte waren unter anderem die Gesandtschaft beim Heiligen Stuhl, die 1925 teilweise aufgrund des Engagements des CHU abgeschafft worden war, die Aufhebung des Prozessionsverbots und die Rolle der Regierung im Wirtschaftsleben.

## Regierungsbeteiligung
Die RKSP war in allen Kabinetten seit 1918 vertreten. Im ersten Kabinett De Geer war jedoch der einzige Katholik, der Minister für Unterricht, Kunst und Wissenschaften	Marius Alphonse Marie Waszink, zunächst Minister außerhalb seiner Partei geworden. 1935 verursachte der Vorsitzende der RKSP-Fraktion Piet Aalberse den Sturz des zweiten Kabinetts Colijn, indem er die Finanz- und Wirtschaftspolitik heftig kritisierte. Da es Aalberse jedoch nicht gelang, mit SDAP und dem Freisinnig-Demokratischen Bund VDB (Vrijzinnig Democratische Bond) ein Kabinett zu bilden, kehrte das Kabinett Colijn in einer neuen Zusammensetzung zurück.
Ein Konflikt zwischen den Katholiken und anderen Ministern führte 1939 zum Sturz des vierten Kabinetts Colijn. Insbesondere die (jungen) katholischen Sozialminister Carl Romme und Wirtschaftsminister Maximilian Steenberghe hatten andere wirtschaftspolitische Ansichten als ihre Kollegen. Danach sah sich die RKSP gezwungen, gemeinsam mit der SDAP (und mit CHU und VDB) das Kabinett De Geer II zu bilden, nachdem das vorherige Kabinett Colijn V nach nur 15-tägiger Amtszeit zurückgetreten war.

## Wählerschaft, Wahlergebnisse, Partei- und Fraktionsvorsitzende
Die RKSP war die Partei aller Katholiken. Ihre Unterstützer kamen aus allen Gesellschaftsschichten. Besonders dominant war es in Limburg, Nordbrabant, Twente, Zeeuws Vlaanderen, dem südlichen Teil der Provinz Gelderland sowie in Teilen von West-Friesland und Kennemerland. Auch in Amsterdam („de Jordaan“) gab es eine bedeutende katholische Minderheit.
Schwach war seine Position in Groningen, Friesland und Drenthe und natürlich in überwiegend protestantischen Gebieten der Niederlande wie der Veluwe, den Zeeland- und Südhollandinseln und im Kop van Overijssel, eine Region im Nordwesten der Provinz Overijssel, die der Gemeinde Steenwijkerland entspricht.

### Wahlergebnisse
Bei der Parlamentswahl am 1. Juli 1925, der letzten Wahl vor Gründung der RKSP trat die noch der Allgemeine Verband der römisch-katholischen Wahlvereine (Algemeene Bond van RK-kiesvereenigingen) an, der in der RKSP am 3. Juni 1926 aufging. Bei den darauf folgenden Wahlen trat die RKSP unter dem neuen Namen an und erreichte dabei in der Zweiten Kammer mit 100 Sitzen folgende Ergebnisse:
| Wahl           | Ergebnis in Prozent | Sitze | Spitzenkandidat               |
| -------------- | ------------------- | ----- | ----------------------------- |
| 1. Juli 1925   | 28,6                | 30    | Charles Ruijs de Beerenbrouck |
| 3. Juli 1929   | 29,6                | 30    | Willem Hubert Nolens          |
| 26. April 1933 | 27,9                | 28    | Piet Aalberse                 |
| 26. Mai 1937   | 28,8                | 31    | Carel Goseling                |

### Vorsitzende der RKSP
| Vorsitzender                | Beginn der Amtszeit | Ende der Amtszeit |
| --------------------------- | ------------------- | ----------------- |
| Willem Hubert Nolens        | 3. Juni 1926        | 27. August 1931   |
| Piet Aalberse               | 14. September 1931  | 7. Mai 1936       |
| Carel Goseling              | 7. Mai 1936         | 24. Juli 1937     |
| Josef van Schaik            | 25. Juli 1937       | 11. November 1937 |
| Laurentius Nicolaas Deckers | 11. November 1937   | 22. Dezember 1945 |

### Vorsitzende der RKSP-Fraktion in der Zweiten Kammer
| Vorsitzender                | Beginn der Amtszeit             | Ende der Amtszeit |
| --------------------------- | ------------------------------- | ----------------- |
| Willem Hubert Nolens        | (15. Februar 1910) 3. Juni 1926 | 27. August 1931   |
| Piet Aalberse               | 15. September 1931              | 7. Mai 1936       |
| Carel Goseling              | 7. Mai 1936                     | 24. Juni 1937     |
| Josef van Schaik            | 9. Juli 1937                    | 11. November 1937 |
| Laurentius Nicolaas Deckers | 11. November 1937               | 22. Dezember 1945 |

### Vorsitzende der RKSP-Fraktion in der Ersten Kammer
| Vorsitzender              | Beginn der Amtszeit          | Ende der Amtszeit |
| ------------------------- | ---------------------------- | ----------------- |
| Willem Maria van Lanschot | (18. März 1924) 3. Juni 1926 | 4. Oktober 1941   |
| Jan van de Mortel         | 18. Oktober 1945             | 22. Dezember 1945 |

## Hintergrundliteratur
- , Jan Roes,  Wolfram Kaiser, Helmut Wohnout (Herausgeber): A Historical Detour. The Roman Catholic State Party in the Netherlands. Political Catholicism in Europe 1918-45, Routledge 2004, ISBN 0-7146-5650-X, S. 65–76
- Wolfram  Kaiser: Christian Democracy and the Origins of European Union, Cambridge University Press 2007, ISBN 978-0-521-88310-8, S. 91
- Peter Starke, Alexandra Kaasch, Franca Van Hooren: The Welfare State as Crisis Manager. Explaining the Diversity of Policy Responses to Economic Crisis, Palgrave Macmillan 2013, ISBN 978-1-137-31484-0, S. 193